# Chaos (Herbert-Grönemeyer-Album)
Chaos ist das neunte Studioalbum des deutschen Rockmusikers Herbert Grönemeyer. Es erschien 1993 bei EMI Music.

## Hintergrund
Auch auf Chaos folgte Grönemeyer seiner bewährten Mixtur aus Liebesballaden bzw. Songs für seine Kinder (Morgenrot) und politischen Themen (Die Härte – ein Antinazi-Lied – oder Grönland). Nach der Leadsingle Chaos wurden auch Fisch im Netz und die Ballade Land unter ausgekoppelt. Dabei wurde die künstlerische Gestaltung des Albums diesmal vom Starfotografen Anton Corbijn übernommen. Die Musik auf Chaos wurde als recht gitarrenlastig beschrieben.

## Titelliste
| #   | Titel                | Länge |
| --- | -------------------- | ----- |
| 1.  | Chaos                | 4:52  |
| 2.  | Die Härte            | 3:43  |
| 3.  | Land Unter           | 5:02  |
| 4.  | Fisch im Netz        | 4:25  |
| 5.  | Keine Garantie       | 5:21  |
| 6.  | Grönland             | 6:52  |
| 7.  | Ich geb’ nichts mehr | 4:28  |
| 8.  | Morgenrot            | 3:49  |
| 9.  | Kein Verlust         | 3:56  |
| 10. | Die Welle            | 4:55  |

## Rezeption
Auf der Seite Rezensator.de wurden 8 von 10 Punkten vergeben: „Grönemeyer klang vorher eigentlich noch nie so rockig. (...) Auch wenn die ganz großen Hits fehlen, so überzeugt Chaos als ein kompaktes Rockalbum.“